# Liste der Einträge im National Register of Historic Places im St. Louis County (Missouri)

Lage des St. Louis County in Missouri

Die Liste der Einträge im National Register of Historic Places im St. Louis County in Missouri führt alle 173 Bauwerke und historischen Stätten im St. Louis County auf, die in das National Register of Historic Places aufgenommen wurden.

## Legende
| NRHP | Historic Place    |
| HD   | Historic District |

## Aktuelle Einträge
| [ 3 ] | Name                                                            | Bild                                                            | Eintragsdatum                 | Lage | Ort                         | Beschreibung                                                                          |
| ----- | --------------------------------------------------------------- | --------------------------------------------------------------- | ----------------------------- | --- | --------------------------- | ------------------------------------------------------------------------------------- |
| 1     | Affton High School                                              | Affton High School                                              | 2010 ID-Nr. 10000551          | 8520 Mackenzie Road 38° 33′ 26″ N, 90° 19′ 18″ W | Affton                      |                                                                                       |
| 2     | Archambault House                                               | Archambault House                                               | 1976 ID-Nr. 76002178          | 603 Rue St. Denis 38° 47′ 43″ N, 90° 19′ 29″ W | Florissant                  |                                                                                       |
| 3     | Assumption Greek Orthodox Church                                | Assumption Greek Orthodox Church                                | 1980 ID-Nr. 80004389          | 6900 Delmar Boulevard 38° 39′ 22″ N, 90° 18′ 41″ W | University City             |                                                                                       |
| 4     | August Aubuchon House                                           | August Aubuchon House                                           | 1979 ID-Nr. 79003648          | 1002 St. Louis Street 38° 47′ 30″ N, 90° 19′ 17″ W | Florissant                  |                                                                                       |
| 5     | Baptiste G. Aubuchon House                                      | Baptiste G. Aubuchon House                                      | 1976 ID-Nr. 76002179          | 450 Rue St. Jacques 38° 47′ 33″ N, 90° 19′ 43″ W | Florissant                  |                                                                                       |
| 6     | B'Nai Amoona Synagogue                                          | B'Nai Amoona Synagogue                                          | 1984 ID-Nr. 84002698          | 524 Trinity Avenue 38° 39′ 17″ N, 90° 18′ 38″ W | University City             |                                                                                       |
| 7     | Ball-Essen Farmstead Historic District                          | Ball-Essen Farmstead Historic District                          | 2001 ID-Nr. 01001378          | 749 Babler Park Drive 38° 37′ 36″ N, 90° 40′ 25″ W | Wildwood                    |                                                                                       |
| 8     | Barretts Tunnels                                                | Barretts Tunnels                                                | 1978 ID-Nr. 78003138          | 3015 Barrett Station Road 38° 34′ 11″ N, 90° 27′ 53″ W | Kirkwood                    |                                                                                       |
| 9     | Barteau House                                                   | Barteau House                                                   | 1979 ID-Nr. 79003649          | 305 North Costello Street 38° 47′ 16″ N, 90° 19′ 20″ W | Florissant                  |                                                                                       |
| 10    | Barton House                                                    | Barton House                                                    | 1979 ID-Nr. 79003650          | 680 St. Catherine Street 38° 47′ 30″ N, 90° 19′ 36″ W | Florissant                  |                                                                                       |
| 11    | Dr. Samuel A. Bassett Office and Residence                      | Dr. Samuel A. Bassett Office and Residence                      | 1993 ID-Nr. 92001866          | 1200 South Big Bend Boulevard 38° 37′ 52″ N, 90° 19′ 8″ W | Richmond Heights            |                                                                                       |
| 12    | Romanzo N. Bayley House                                         | Romanzo N. Bayley House                                         | 2002 ID-Nr. 02001086          | 419 East Argonne Street 38° 34′ 53″ N, 90° 23′ 55″ W | Kirkwood                    |                                                                                       |
| 13    | Beaumont-Tyson Quarry District                                  |                                                                 | 1974 ID-Nr. 74001079          | Adresse nicht veröffentlicht |                             |                                                                                       |
| 14    | Bellecourt Apartments                                           | Bellecourt Apartments                                           | 2002 ID-Nr. 02000983          | 1107-1123 Bellevue Avenue 38° 37′ 51″ N, 90° 18′ 45″ W | Richmond Heights            |                                                                                       |
| 15    | Bennett Avenue Historic District                                | Bennett Avenue Historic District                                | 2008 ID-Nr. 08000228          | 7901-8027 Bennett Avenue und 1221-1282 Laclede Station Road 38° 37′ 54,9″ N, 90° 19′ 44,9″ W | Richmond Heights            |                                                                                       |
| 16    | Louis Auguste Benoist House                                     | Louis Auguste Benoist House                                     | 1969 ID-Nr. 69000317          | 7802 Genesta Street 38° 34′ 9″ N, 90° 18′ 45″ W | Affton                      |                                                                                       |
| 17    | Beverly Theater                                                 | Beverly Theater                                                 | 2005 ID-Nr. 05000811          | 7740 Olive Boulevard 38° 40′ 19″ N, 90° 20′ 14″ W | University City             |                                                                                       |
| 18    | Big Chief Restaurant                                            | Big Chief Restaurant                                            | 2003 ID-Nr. 03000181          | 17352 Old Manchester Road 38° 34′ 52″ N, 90° 39′ 35″ W | Wildwood                    |                                                                                       |
| 19    | Gen. Daniel Bissell House                                       | Gen. Daniel Bissell House                                       | 1978 ID-Nr. 78003135          | 10225 Bellefontaine Road 38° 45′ 21″ N, 90° 13′ 24″ W | Bellefontaine Neighbors     |                                                                                       |
| 20    | John P. and Dora Blake House                                    | John P. and Dora Blake House                                    | 2002 ID-Nr. 02001087          | 549 North Taylor Street 38° 35′ 19″ N, 90° 24′ 17″ W | Kirkwood                    |                                                                                       |
| 21    | Bockwrath-Wiese House                                           | Bockwrath-Wiese House                                           | 1979 ID-Nr. 79003676          | St. Ferdinand Park 38° 48′ 12″ N, 90° 19′ 28″ W | Florissant                  |                                                                                       |
| 22    | Bonhomme Creek Archeological District                           |                                                                 | 1974 ID-Nr. 74002207          | Adresse nicht veröffentlicht | Chesterfield                |                                                                                       |
| 23    | William Bopp House                                              | William Bopp House                                              | 2006 ID-Nr. 06000218          | 12120 Old Big Bend Road 38° 34′ 9″ N, 90° 26′ 1″ W | Kirkwood                    |                                                                                       |
| 24    | Bouas House                                                     | Bouas House                                                     | 1979 ID-Nr. 79003651          | 1290 St. Joseph Street 38° 47′ 34″ N, 90° 19′ 0″ W | Florissant                  |                                                                                       |
| 25    | Brentmoor Park, Brentmoor and Forest Ridge District             | Brentmoor Park, Brentmoor and Forest Ridge District             | 1982 ID-Nr. 82004716          | Big Bend and Wydown Boulevards 38° 38′ 36″ N, 90° 19′ 19″ W | Clayton                     |                                                                                       |
| 26    | Burkhardt Historic District                                     | Burkhardt Historic District                                     | 2000 ID-Nr. 00001011          | 16662-16678 Chesterfield Airport Road; 16626-16660 Chesterfield Airport Road 38° 39′ 50″ N, 90° 34′ 45″ W | Chesterfield                | Erweiterung um 16626-16660 Chesterfield Airport Road im Jahr 2006 (Ref.-Nr. 06000330) |
| 27    | Dr. Leander W. Cape Buildings                                   | Dr. Leander W. Cape Buildings                                   | 2005 ID-Nr. 05001283          | 7401-03 Hazel Street und 2737-47 Sutton Street 38° 36′ 48″ N, 90° 19′ 13″ W | Maplewood                   |                                                                                       |
| 28    | Carney-Keightley House                                          | Carney-Keightley House                                          | 2010 ID-Nr. 10000460          | 930 Hawkins Road 38° 30′ 7″ N, 90° 28′ 56″ W | Fenton                      |                                                                                       |
| 29    | Carrswold Historic District                                     | Carrswold Historic District                                     | 1982 ID-Nr. 82004889          | 1-26 Carrswold Drive 38° 38′ 42″ N, 90° 19′ 46″ W | Clayton                     |                                                                                       |
| 30    | Casa Alvarez                                                    | Casa Alvarez                                                    | 1976 ID-Nr. 76002180          | 289 rue St. Denis 38° 47′ 48″ N, 90° 19′ 43″ W | Florissant                  |                                                                                       |
| 31    | Central Webster Historic District                               | Central Webster Historic District                               | 1986 ID-Nr. 86001329          | Abgegrenzt durch East Cedar Street, South Cedar Street, Plant Street, West Maple Avesnue, East Jackson Road, West Jackson Road und Gray Avenue 38° 35′ 18″ N, 90° 21′ 27″ W                                                      | Webster Groves              |                                                                                       |
| 32    | Charbonier Bluff                                                | Charbonier Bluff                                                | 1995 ID-Nr. 95001100          | Charbonier Road 38° 48′ 52″ N, 90° 23′ 4″ W | Hazelwood                   |                                                                                       |
| 33    | Church Street Commercial District                               | Church Street Commercial District                               | 1984 ID-Nr. 84002701          | 2-100 Church Street 38° 44′ 42″ N, 90° 18′ 17″ W | Ferguson                    |                                                                                       |
| 34    | Judge Enos Clarke House                                         | Judge Enos Clarke House                                         | 2002 ID-Nr. 02001088          | 503 East Monroe Street 38° 34′ 45″ N, 90° 23′ 50″ W | Kirkwood                    |                                                                                       |
| 35    | Coldwater Cemetery                                              | Coldwater Cemetery                                              | 2004 ID-Nr. 04000462          | 15290 Old Halls Ferry Road 38° 50′ 5″ N, 90° 16′ 59″ W | Florissant                  |                                                                                       |
| 36    | James H. and Marietta Comfort House                             | James H. and Marietta Comfort House                             | 2002 ID-Nr. 02001089          | 235 East Jefferson Street 38° 34′ 57″ N, 90° 24′ 10″ W | Kirkwood                    |                                                                                       |
| 37    | Coral Court Motel                                               | Coral Court Motel                                               | 1989 ID-Nr. 89000311          | 7755 Watson Road 38° 34′ 20″ N, 90° 20′ 5″ W | Marlborough                 |                                                                                       |
| 38    | Cori House                                                      | Cori House                                                      | 1986 ID-Nr. 86002799          | 1080 North Berry Road 38° 35′ 55″ N, 90° 22′ 35″ W | Glendale                    |                                                                                       |
| 39    | Cragwold                                                        | Cragwold                                                        | 2009 ID-Nr. 09001175          | 1455 Cragwold Road 38° 33′ 20,4″ N, 90° 26′ 15,6″ W | Kirkwood                    | Anwesen des Brauereibesitzers Frederick Lemp am Meramec River                         |
| 40    | Crescent Quarry Archeological Site                              |                                                                 | 1971 ID-Nr. 71001030          | Adresse nicht veröffentlicht | Crescent                    |                                                                                       |
| 41    | Rudolph and Dorothy C. Czufin House                             | Rudolph and Dorothy C. Czufin House                             | 2002 ID-Nr. 02000792          | 24 Dielman Road 38° 39′ 14″ N, 90° 22′ 32″ W | Ladue                       |                                                                                       |
| 42    | Delmar Loop-Parkview Gardens Historic District                  | Delmar Loop-Parkview Gardens Historic District                  | 1984 ID-Nr. 84002624          | Abgegrenzt durch Kingsland Avenue, North Drive, Delmar Boulevard und Eastgate Street 38° 39′ 21″ N, 90° 18′ 15″ W | University City             |                                                                                       |
| 43    | Des Peres Presbyterian Church                                   | Des Peres Presbyterian Church                                   | 1978 ID-Nr. 78003137          | Geyer Road 38° 37′ 22″ N, 90° 25′ 12″ W | Frontenac                   |                                                                                       |
| 44    | Donaldson Court Apartments                                      | Donaldson Court Apartments                                      | 1983 ID-Nr. 83004032          | 601-615 Westgate Avenue 38° 39′ 22″ N, 90° 18′ 16″ W | University City             |                                                                                       |
| 45    | Douglas House                                                   | Douglas House                                                   | 1979 ID-Nr. 79003652          | 801 St. Francois Street 38° 47′ 32″ N, 90° 19′ 26″ W | Florissant                  |                                                                                       |
| 46    | Downtown Kirkwood Historic District                             | Downtown Kirkwood Historic District                             | 2009 ID-Nr. 09000859          | 105-133 East Argonne Street, 100-159 West Argonne Street, 108-212 North Clay Street, 105-140 East Jefferson Street und 100-161 West Jefferson Street 38° 34′ 55,5″ N, 90° 24′ 23,8″ W                                            | Kirkwood                    |                                                                                       |
| 47    | Dr. Edmund A. Babler Memorial State Park Historic District      | Dr. Edmund A. Babler Memorial State Park Historic District      | 1985 ID-Nr. 85000539          | NW of Grover 38° 37′ 12″ N, 90° 41′ 38″ W | Grover                      |                                                                                       |
| 48    | East Monroe Historic District                                   | East Monroe Historic District                                   | 2004 ID-Nr. 04000695          | Abgegrenzt durch Madison Avenue, South Holmes Street, Scott Avenue und Smith Street 38° 34′ 49″ N, 90° 23′ 59″ W | Kirkwood                    |                                                                                       |
| 49    | Fairfax House                                                   | Fairfax House                                                   | 2004 ID-Nr. 04000280          | 9401 Manchester Road 38° 36′ 43″ N, 90° 21′ 45″ W | Rock Hill                   |                                                                                       |
| 50    | Farmers State Bank of Chesterfield                              | Farmers State Bank of Chesterfield                              | 1999 ID-Nr. 99001019          | 16676-78 Chesterfield Airport Road 38° 39′ 50″ N, 90° 34′ 46″ W | Chesterfield                |                                                                                       |
| 51    | Ferguson School Central School                                  | Ferguson School Central School                                  | 1984 ID-Nr. 84002706          | 201 Wesley Avenue 38° 44′ 34″ N, 90° 18′ 28″ W | Ferguson                    |                                                                                       |
| 52    | Charles W. Ferguson House                                       | Charles W. Ferguson House                                       | 1984 ID-Nr. 84002704          | 15-17 West Lockwood Avenue 38° 35′ 35″ N, 90° 21′ 26″ W | Webster Groves              |                                                                                       |
| 53    | George W. and Virginia Fishback House                           | George W. and Virginia Fishback House                           | 2002 ID-Nr. 02001090          | 440 East Argonne Street 38° 34′ 51″ N, 90° 23′ 53″ W | Kirkwood                    |                                                                                       |
| 54    | Louisa Garrett House                                            | Louisa Garrett House                                            | 2007 ID-Nr. 07000618          | 280 Washington Street 38° 47′ 35,5″ N, 90° 19′ 54,5″ W | Florissant                  |                                                                                       |
| 55    | Glen Echo Historic District                                     | Glen Echo Historic District                                     | 2007 ID-Nr. 07001105          | 3401 Lucas-Hunt Road, 7202-48 Henderson Avenue und 7200-71 St. Andrews Place 38° 42′ 4,2″ N, 90° 17′ 52,4″ W | Normandy und Glen Echo Park |                                                                                       |
| 56    | Goldbeck House                                                  | Goldbeck House                                                  | 1979 ID-Nr. 79003653          | 1061 St. Louis Street 38° 47′ 30″ N, 90° 19′ 14″ W | Florissant                  |                                                                                       |
| 57    | Gorlock Building                                                | Gorlock Building                                                | 1984 ID-Nr. 84000256          | 101-113 West Lockwood Avenue 38° 35′ 35″ N, 90° 21′ 33″ W | Webster Groves              |                                                                                       |
| 58    | Grace Episcopal Church                                          | Grace Episcopal Church                                          | 1982 ID-Nr. 82004720          | Taylor Street Ecke Argonne Street 38° 34′ 51″ N, 90° 24′ 12″ W | Kirkwood                    |                                                                                       |
| 59    | Greenwood Cemetery                                              | Greenwood Cemetery                                              | 2004 ID-Nr. 04000090          | 6571 St. Louis Avenue 38° 41′ 19″ N, 90° 17′ 19″ W | Hillsdale                   |                                                                                       |
| 60    | Greenwood Historic District                                     | Greenwood Historic District                                     | 2006 ID-Nr. 06000246          | 3500-3540 Greenwood Street und 7518 St. Elmo Street 38° 36′ 24″ N, 90° 19′ 14″ W | Maplewood                   |                                                                                       |
| 61    | Haarstick-Whittemore Houses                                     | Haarstick-Whittemore Houses                                     | 1982 ID-Nr. 82004717          | 6420 und 6440 Forsyth Boulevard 38° 38′ 46″ N, 90° 18′ 32″ W | Clayton                     |                                                                                       |
| 62    | Egbert W. Halsey Cottage                                        | Egbert W. Halsey Cottage                                        | 2002 ID-Nr. 02001091          | 126 East Washington Street 38° 35′ 4″ N, 90° 24′ 17″ W | Kirkwood                    |                                                                                       |
| 63    | Harry Hammerman House                                           | Harry Hammerman House                                           | 2008 ID-Nr. 08000227          | 219 Graybridge Lane 38° 39′ 24″ N, 90° 22′ 21″ W | Ladue                       |                                                                                       |
| 64    | Hampton Park                                                    | Hampton Park                                                    | 2005 ID-Nr. 05001437          | 1108-1176 Center Drive, 1012-1259 Hampton Park Drive, 1140-1173 Hillside Drive, 7914-8045 Park Drive und 8000-8062 South Drive 38° 38′ 9″ N, 90° 19′ 54″ W                                                                       | Richmond Heights            |                                                                                       |
| 65    | Martin Franklin Hanley House                                    | Martin Franklin Hanley House                                    | 1971 ID-Nr. 71001029          | 7600 Westmoreland Avenue 38° 39′ 6″ N, 90° 19′ 54″ W | Clayton                     |                                                                                       |
| 66    | Hanson House                                                    | Hanson House                                                    | 1979 ID-Nr. 79003654          | 704 Rue Ste. Catherine 38° 47′ 30″ N, 90° 19′ 34″ W | Florissant                  |                                                                                       |
| 67    | Hawken House                                                    | Hawken House                                                    | 1970 ID-Nr. 70000858          | 1155 South Rock Hill Road 38° 34′ 24″ N, 90° 22′ 34″ W | Webster Groves              |                                                                                       |
| 68    | Henry Avenue Historic District                                  | Henry Avenue Historic District                                  | 2003 ID-Nr. 02001692          | 120, 210, 211, 218, 220, 226, 230, 310, 314 und 320 Henry Avenue 38° 30′ 50″ N, 90° 31′ 6″ W | Manchester                  |                                                                                       |
| 69    | Hi-Pointe-De Mun Historic District                              | Hi-Pointe-De Mun Historic District                              | 2005 ID-Nr. 05000370          | Abgegrenzt durch South Skinker Boulevard, Clayton Road, Seminary Place, De Mun Avenue und Northwood Avenue; außerdem zwischen Clayton Road, De Mun Avenue, San Bonita Avenue und Big Bend Boulevard 38° 38′ 14″ N, 90° 18′ 31″ W | Clayton                     | Der zweite Teil wurde 2007 hinzugefügt (Ref.-Nr.: 06001207)                           |
| 70    | Hubecky House                                                   | Hubecky House                                                   | 1979 ID-Nr. 79003674          | 197 Lafayette Street 38° 47′ 46″ N, 90° 19′ 23″ W | Florissant                  |                                                                                       |
| 71    | Wilson Price Hunt House                                         | Wilson Price Hunt House                                         | 1980 ID-Nr. 80004386          | 7717 Natural Bridge Road 38° 42′ 25″ N, 90° 18′ 15″ W | Normandy                    |                                                                                       |
| 72    | J. Milton Turner School                                         | J. Milton Turner School                                         | 2002 ID-Nr. 02000905          | 238 Meacham Avenue und 245 Saratoga Avenue 38° 33′ 54″ N, 90° 24′ 9″ W | Kirkwood                    |                                                                                       |
| 73    | Jarville                                                        | Jarville                                                        | 1984 ID-Nr. 84002634          | 1723 Mason Road 38° 36′ 30″ N, 90° 29′ 10″ W | Town and Country            |                                                                                       |
| 74    | Jefferson Barracks Historic District                            | Jefferson Barracks Historic District                            | 1972 ID-Nr. 72001492          | Rund 15 km südlich von St. Louis, am Ufer des Mississippi 38° 29′ 53″ N, 90° 16′ 28″ W | Lemay                       |                                                                                       |
| 75    | Jefferson Barracks National Cemetery                            | Jefferson Barracks National Cemetery                            | 1998 ID-Nr. 98000840          | 2900 Sheridan Road 38° 29′ 50″ N, 90° 17′ 24″ W | Green Park                  |                                                                                       |
| 76    | Jefferson-Argonne Historic District                             | Jefferson-Argonne Historic District                             | 2004 ID-Nr. 04000696          | Beiderseits der Jefferson Avenue zwischen Argonne Street (im Süden) sowie Taylor Street und Homes Avenue (im Norden) 38° 34′ 53″ N, 90° 23′ 49″ W                                                                                | Kirkwood                    |                                                                                       |
| 77    | David Keith House                                               | David Keith House                                               | 2002 ID-Nr. 02001094          | 116 North Woodlawn Street 38° 34′ 54″ N, 90° 23′ 49″ W | Kirkwood                    |                                                                                       |
| 78    | Kirkwood Missouri Pacific Depot                                 | Kirkwood Missouri Pacific Depot                                 | 1985 ID-Nr. 85001476          | West Argonne Drive Ecke Kirkwood Road 38° 34′ 54″ N, 90° 24′ 29″ W | Kirkwood                    |                                                                                       |
| 79    | Robert Koch Hospital                                            | Robert Koch Hospital                                            | 1984 ID-Nr. 84000206          | 4101 Koch Road 38° 28′ 57″ N, 90° 17′ 5″ W | Oakville                    |                                                                                       |
| 80    | Kramer House                                                    | Kramer House                                                    | 1979 ID-Nr. 79003675          | 520 Ste. Catherine Street 38° 47′ 33″ N, 90° 19′ 40″ W | Florissant                  |                                                                                       |
| 81    | Russell and Ruth Goetz Kraus House                              | Russell and Ruth Goetz Kraus House                              | 1997 ID-Nr. 96001595          | 120 North Ballas Road 38° 34′ 57″ N, 90° 26′ 31″ W | Kirkwood                    |                                                                                       |
| 82    | Kreienkamp Store                                                | Kreienkamp Store                                                | 2000 ID-Nr. 00000439          | 19160 Melrose Road 38° 34′ 19″ N, 90° 43′ 15″ W | Wildwood                    |                                                                                       |
| 83    | Kuehn House                                                     | Kuehn House                                                     | 1979 ID-Nr. 79003655          | 410 South Harrison Street 38° 47′ 29″ N, 90° 19′ 50″ W | Florissant                  |                                                                                       |
| 84    | Ladue Estates                                                   | Ladue Estates                                                   | 2010 ID-Nr. 09000901          | 1-80 Ladue Estates Drive 38° 39′ 18,1″ N, 90° 25′ 43,9″ W | Creve Coeur                 |                                                                                       |
| 85    | Lance House                                                     | Lance House                                                     | 1979 ID-Nr. 79003656          | 508 St. Antoine Street 38° 47′ 45″ N, 90° 19′ 31″ W | Florissant                  |                                                                                       |
| 86    | Marcus Laramie House                                            | Marcus Laramie House                                            | 1979 ID-Nr. 79003657          | 929 Rue St. Denis 38° 47′ 35″ N, 90° 19′ 16″ W | Florissant                  |                                                                                       |
| 87    | Wilson Larimore House                                           | Wilson Larimore House                                           | 1989 ID-Nr. 88003244          | 11510 Larimore Road 38° 46′ 27″ N, 90° 12′ 5″ W | Bellefontaine Neighbors     |                                                                                       |
| 88    | Theodore Link Historic Buildings                                | Theodore Link Historic Buildings                                | 1980 ID-Nr. 80004390          | 7100, 7104 und 7108 Delmar Boulevard 38° 39′ 24″ N, 90° 19′ 1″ W | University City             |                                                                                       |
| 89    | William Long Log House                                          | William Long Log House                                          | 1978 ID-Nr. 78003136          | 9385 Pardee Road 38° 32′ 47″ N, 90° 21′ 51″ W | Crestwood                   |                                                                                       |
| 90    | The Lyceum                                                      | The Lyceum                                                      | 1979 ID-Nr. 79003206          | 920 Manchester Road 38° 35′ 33″ N, 90° 30′ 37″ W | Manchester                  |                                                                                       |
| 91    | Manchester Methodist Episcopal Church                           | Manchester Methodist Episcopal Church                           | 1983 ID-Nr. 83001053          | 129 Woods Mill Road 38° 35′ 41″ N, 90° 30′ 34″ W | Manchester                  |                                                                                       |
| 92    | Maplewood Commercial Historic District at Manchester and Sutton | Maplewood Commercial Historic District at Manchester and Sutton | 2006 ID-Nr. 06001135          | Abgegrenzt durch Manchester Street, Marietta Street, Marshall und Sutton Street 38° 36′ 53″ N, 90° 19′ 6″ W | Maplewood                   |                                                                                       |
| 93    | Marshall Place Historic District                                | Marshall Place Historic District                                | 1982 ID-Nr. 82004726          | Marshall Place 38° 35′ 45″ N, 90° 21′ 28″ W | Webster Groves              |                                                                                       |
| 94    | Maryland Terrace Historic District                              | Maryland Terrace Historic District                              | 1998 ID-Nr. 98001137          | 7001-7419 Maryland Avenue und 7001-7394 Westmoreland Drive 38° 39′ 3″ N, 90° 19′ 22″ W | University City             |                                                                                       |
| 95    | McGarry House                                                   | McGarry House                                                   | 1982 ID-Nr. 82004724          | 6965 Pershing Avenue 38° 39′ 10″ N, 90° 18′ 51″ W | University City             |                                                                                       |
| 96    | Lizzie McLagan House                                            | Lizzie McLagan House                                            | 2002 ID-Nr. 02001092          | 549 East Argonne Street 38° 34′ 52″ N, 90° 23′ 44″ W | Kirkwood                    |                                                                                       |
| 97    | Patrick and Moire McMullen House                                | Patrick and Moire McMullen House                                | 2002 ID-Nr. 02001093          | 212 West Monroe Street 38° 34′ 44″ N, 90° 24′ 32″ W | Kirkwood                    |                                                                                       |
| 98    | McPherson-Holland House                                         | McPherson-Holland House                                         | 1982 ID-Nr. 82004719          | 115 Edwin Avenue 38° 35′ 10″ N, 90° 23′ 7″ W | Glendale                    |                                                                                       |
| 99    | Meramec River U.S. 66 Bridge – J421                             | Meramec River U.S. 66 Bridge – J421                             | 2009 ID-Nr. 09000888          | Brücke der früheren Route 66 über den Meramec River 38° 30′ 20″ N, 90° 35′ 31,2″ W | Eureka                      |                                                                                       |
| 100   | Meyer House                                                     | Meyer House                                                     | 1979 ID-Nr. 79003658          | 915 North Lafayette Street 38° 47′ 45″ N, 90° 19′ 24″ W | Florissant                  |                                                                                       |
| 101   | Frank Moellring House                                           | Frank Moellring House                                           | 1979 ID-Nr. 79003659          | 1002 Boone Street 38° 47′ 42″ N, 90° 19′ 13″ W | Florissant                  |                                                                                       |
| 102   | Moller House                                                    | Moller House                                                    | 1979 ID-Nr. 79003660          | 300 Washington Street 38° 47′ 34″ N, 90° 19′ 51″ W | Florissant                  |                                                                                       |
| 103   | Moorlands Addition Apartment District                           | Moorlands Addition Apartment District                           | 2009 ID-Nr. 09000787          | Abgegrenzt durch Clayton Road, Glenridge Avenue, Wydown Boulevard und beide Seiten des Westwood Drive 38° 38′ 23,5″ N, 90° 19′ 53,2″ W                                                                                           | Clayton                     |                                                                                       |
| 104   | Mount Hope Cemetery                                             | Mount Hope Cemetery                                             | 2003 ID-Nr. 03000994          | 1215 Lemay Ferry Road 38° 32′ 2″ N, 90° 17′ 29″ W | Lemay                       |                                                                                       |
| 105   | Mudd’s Grove                                                    | Mudd’s Grove                                                    | 1984 ID-Nr. 84002710          | 302 West Argonne Drive 38° 34′ 52″ N, 90° 24′ 39″ W | Kirkwood                    |                                                                                       |
| 106   | Joseph and Ann Murphy Residence                                 | Joseph and Ann Murphy Residence                                 | 2010 ID-Nr. 10000246          | 7901 Stanford Avenue 38° 39′ 45,7″ N, 90° 20′ 30,5″ W | University City             |                                                                                       |
| 107   | John B. Myers House                                             | John B. Myers House                                             | 1974 ID-Nr. 74002210          | 180 Dunn Road und 108 Dunn Road 38° 46′ 35″ N, 90° 20′ 13″ W | Florissant                  | Der zweite Teil wurde 1977 hinzugefügt                                                |
| 108   | Narrow Gauge Railroad Station                                   | Narrow Gauge Railroad Station                                   | 1979 ID-Nr. 79003661          | 1060 St. Catherine Street 38° 47′ 23″ N, 90° 19′ 21″ W | Florissant                  |                                                                                       |
| 109   | New Mount Sinai Cemetery                                        | New Mount Sinai Cemetery                                        | 2005 ID-Nr. 05001434          | 8430 Gravois Road 38° 33′ 25″ N, 90° 18′ 20″ W | Affton                      |                                                                                       |
| 110   | Nicolay House                                                   | Nicolay House                                                   | 1979 ID-Nr. 79003662          | 549 Nort St. Jacques Street 38° 47′ 36″ N, 90° 19′ 42″ W | Florissant                  |                                                                                       |
| 111   | Prof. Frances E. Nipher House                                   | Prof. Frances E. Nipher House                                   | 2002 ID-Nr. 02001095          | 435 North Harrison Street 38° 35′ 8″ N, 90° 24′ 41″ W | Kirkwood                    |                                                                                       |
| 112   | Norwood Hills Country Club                                      | Norwood Hills Country Club                                      | 2005 ID-Nr. 05000084          | 1 Norwood Hills Country Club Drive 38° 43′ 20″ N, 90° 17′ 2″ W | Ferguson                    |                                                                                       |
| 113   | Old Ferguson West Historic District                             | Old Ferguson West Historic District                             | 2011 ID-Nr. 11000784          | Abgegrenzt durch Carson Road, Harvey Avenue, Tiffin Avenue und Florissant Road 38° 44′ 33″ N, 90° 18′ 32″ W | Ferguson                    |                                                                                       |
| 114   | Old Stone Church                                                | Old Stone Church                                                | 1973 ID-Nr. 73002274          | Conway Rdoad Ecke White Road 38° 38′ 56,9″ N, 90° 31′ 32,8″ W | Chesterfield                |                                                                                       |
| 115   | Old Webster Historic District                                   | Old Webster Historic District                                   | 2004 ID-Nr. 04000782          | Abgegrenzt durch Allen Avenue, Elm Avenue, West Lockwood Avenue und die Gleise der Missouri Pacific 38° 35′ 43″ N, 90° 21′ 32″ W                                                                                                 | Webster Groves              |                                                                                       |
| 116   | Olive Chapel African Methodist Episcopal Church                 | Olive Chapel African Methodist Episcopal Church                 | 2004 ID-Nr. 04000345          | 309 South Harrison Avenue 38° 34′ 44″ N, 90° 24′ 39″ W | Kirkwood                    |                                                                                       |
| 117   | Orrville Historic District                                      | Orrville Historic District                                      | 2003 ID-Nr. 03001053          | 526 und 538 Eatherton Road 38° 38′ 14″ N, 90° 39′ 34″ W | Wildwood                    |                                                                                       |
| 118   | Osage Hills School                                              | Osage Hills School                                              | 2007 ID-Nr. 07000462          | 1110 Glenwood S 38° 33′ 55″ N, 90° 26′ 30″ W | Kirkwood                    |                                                                                       |
| 119   | Theodore A. Pappas House                                        | Theodore A. Pappas House                                        | 1979 ID-Nr. 79003208          | 865 Masonridge Road 38° 38′ 13″ N, 90° 29′ 3″ W | Town and County             |                                                                                       |
| 120   | Parkview Historic District                                      | Parkview Historic District                                      | 1986 ID-Nr. 86000788          | Abgegrenzt durch Delmar Avenue, Skinker Boulevard, Millbrook Boulevard und Mellville Avenue 38° 39′ 8″ N, 90° 18′ 11″ W | University City             |                                                                                       |
| 121   | Pasadena Hills Historic District                                | Pasadena Hills Historic District                                | 2004 ID-Nr. 04001281          | Gesamtes Stadtgebiet von Pasadena Hills 38° 42′ 26″ N, 90° 19′ 55″ W | Pasadena Hills              |                                                                                       |
| 122   | Elisha and Lucy Patterson Farmstead Historic District           | Elisha and Lucy Patterson Farmstead Historic District           | 2004 ID-Nr. 04001242          | 15505 New Halls Ferry Road 38° 49′ 38″ N, 90° 18′ 38″ W | Florissant                  |                                                                                       |
| 123   | Payne-Gentry House                                              | Payne-Gentry House                                              | 1979 ID-Nr. 79003202          | 4211 Fee Fee Road 38° 44′ 50″ N, 90° 23′ 59″ W | Bridgeton                   |                                                                                       |
| 124   | Peters House                                                    | Peters House                                                    | 1979 ID-Nr. 79003664          | 903 rue St. Francois 38° 47′ 28″ N, 90° 19′ 21″ W | Florissant                  |                                                                                       |
| 125   | Pine Lawn Carriage House                                        |                                                                 | 16. Feb. 1984 ID-Nr. 84002666 | 6292-94 Stillwell Drive 38° 41′ 27″ N, 90° 16′ 48″ W | Pine Lawn                   |                                                                                       |
| 126   | Samuel Plant House                                              | Samuel Plant House                                              | 1984 ID-Nr. 84002711          | 800 Cella Road 38° 38′ 39″ N, 90° 22′ 20″ W | Ladue                       |                                                                                       |
| 127   | Price School                                                    |                                                                 | 1985 ID-Nr. 85000285          | Price School Lane 38° 38′ 20″ N, 90° 22′ 20″ W | Ladue                       |                                                                                       |
| 128   | Charles S. and Mary Warder Rannells House                       | Charles S. and Mary Warder Rannells House                       | 2006 ID-Nr. 06000861          | 2200 Bredell Street 38° 37′ 16″ N, 90° 19′ 34″ W | Maplewood                   |                                                                                       |
| 129   | Red Cedar Inn                                                   | Red Cedar Inn                                                   | 2003 ID-Nr. 03000180          | 1047 East Osage Street 38° 28′ 53″ N, 90° 43′ 2″ W | Pacific                     |                                                                                       |
| 130   | Reeb House                                                      | Reeb House                                                      | 1979 ID-Nr. 79003665          | 446 St. Charles Street 38° 47′ 41″ N, 90° 19′ 58″ W | Florissant                  |                                                                                       |
| 131   | Theodore and Lena Richter House                                 | Theodore and Lena Richter House                                 | 2002 ID-Nr. 02001096          | 229 South Van Buren Street 38° 34′ 46″ N, 90° 25′ 0″ W | Kirkwood                    |                                                                                       |
| 132   | Rickelman House                                                 | Rickelman House                                                 | 1979 ID-Nr. 79003666          | 680 Washington Street 38° 47′ 28″ N, 90° 19′ 38″ W | Florissant                  |                                                                                       |
| 133   | Otto Ripple Agency                                              | Otto Ripple Agency                                              | 1979 ID-Nr. 79003663          | 755 rue St. Francois 38° 47′ 33″ N, 90° 19′ 28″ W | Florissant                  |                                                                                       |
| 134   | George R. and Elsie Robinson House                              | George R. and Elsie Robinson House                              | 2002 ID-Nr. 02001268          | 443 East Argonne Street 38° 34′ 53″ N, 90° 23′ 52″ W | Kirkwood                    |                                                                                       |
| 135   | Rock House, Edgewood Children’s Center                          | Rock House, Edgewood Children’s Center                          | 1982 ID-Nr. 82004727          | 330 North Gore Street 38° 35′ 55″ N, 90° 21′ 53″ W | Webster Groves              |                                                                                       |
| 136   | Rockwood Court Apartments                                       | Rockwood Court Apartments                                       | 2006 ID-Nr. 06000222          | 330 West Lockwood Street 38° 35′ 42″ N, 90° 21′ 51″ W | Webster Groves              |                                                                                       |
| 137   | Rott School                                                     | Rott School                                                     | 2005 ID-Nr. 05001022          | 9455 Rott Road 38° 32′ 10″ N, 90° 25′ 19″ W | Sunset Hills                |                                                                                       |
| 138   | St. Ferdinand Central Historic District                         | St. Ferdinand Central Historic District                         | 1979 ID-Nr. 79003647          | Abgegrenzt durch rue St. Francois, rue St. Ferdinand, rue St. Denis und Lafayette Street 38° 47′ 41″ N, 90° 19′ 38″ W | Florissant                  |                                                                                       |
| 139   | St. Ferdinand’s Shrine Historic District                        | St. Ferdinand’s Shrine Historic District                        | 1979 ID-Nr. 79003759          | Zwischen Cold Water Creek und Fountain Creek 38° 47′ 47″ N, 90° 20′ 2″ W | Florissant                  |                                                                                       |
| 140   | St. Stanislaus Seminary                                         | St. Stanislaus Seminary                                         | 1972 ID-Nr. 72001491          | 700 Howdershell Road 38° 32′ 15″ N, 90° 17′ 16″ W | Florissant                  |                                                                                       |
| 141   | St. Vincent’s Hospital                                          | St. Vincent’s Hospital                                          | 1982 ID-Nr. 82004722          | 7301 St. Charles Rock Road 38° 41′ 32″ N, 90° 18′ 23″ W | Normandy                    |                                                                                       |
| 142   | Joseph Sappington House                                         | Joseph Sappington House                                         | 1982 ID-Nr. 82000589          | 10734 Clearwater Drive 38° 32′ 15″ N, 90° 21′ 21″ W | Affton                      |                                                                                       |
| 143   | Thomas J. Sappington House                                      | Thomas J. Sappington House                                      | 1974 ID-Nr. 74002209          | 1015 South Sappington Road 38° 33′ 51″ N, 90° 23′ 5″ W | Crestwood                   |                                                                                       |
| 144   | Zephaniah Sappington House                                      |                                                                 | 1980 ID-Nr. 80004384          | 11145 Gravois Road 38° 32′ 29″ N, 90° 22′ 8″ W | Crestwood                   |                                                                                       |
| 145   | Saratoga Lanes Building                                         | Saratoga Lanes Building                                         | 2008 ID-Nr. 07001492          | 2725 Sutton Boulevard 38° 36′ 48″ N, 90° 19′ 13″ W | Maplewood                   |                                                                                       |
| 146   | Schmidt House                                                   | Schmidt House                                                   | 1979 ID-Nr. 79003667          | 359 St. Jean Street 38° 47′ 33″ N, 90° 19′ 50″ W | Florissant                  |                                                                                       |
| 147   | Schoonover House                                                | Schoonover House                                                | 1979 ID-Nr. 79003668          | 983 St. Antoine Street 38° 47′ 38″ N, 90° 19′ 13″ W | Florissant                  |                                                                                       |
| 148   | Seven Gables Building                                           | Seven Gables Building                                           | 1985 ID-Nr. 85001564          | 18-26 North Meramec Street 38° 39′ 4″ N, 90° 20′ 21″ W | Clayton                     |                                                                                       |
| 149   | Shanley Building                                                | Shanley Building                                                | 1982 ID-Nr. 82004718          | 7800 Maryland Avenue 38° 39′ 5″ N, 90° 20′ 13″ W | Clayton                     |                                                                                       |
| 150   | Sioux Passage Park Archeological Site                           |                                                                 | 1974 ID-Nr. 74002211          | Adresse nicht veröffentlicht | Florissant                  |                                                                                       |
| 151   | Smith House                                                     | Smith House                                                     | 1979 ID-Nr. 79003669          | 310 Florissant Road 38° 47′ 17″ N, 90° 19′ 22″ W | Florissant                  |                                                                                       |
| 152   | Stroer House                                                    | Stroer House                                                    | 1979 ID-Nr. 79003670          | 700 Aubuchon 38° 47′ 26″ N, 90° 19′ 4″ W | Florissant                  |                                                                                       |
| 153   | Sutter-Meyer House                                              | Sutter-Meyer House                                              | 1982 ID-Nr. 82004725          | 6826 Chamberlain Court 38° 39′ 50″ N, 90° 18′ 41″ W | University City             |                                                                                       |
| 154   | Taille de Noyer                                                 | Taille de Noyer                                                 | 1980 ID-Nr. 80004385          | 1 rue Taille de Noyer 38° 46′ 17″ N, 90° 18′ 36″ W | Florissant                  |                                                                                       |
| 155   | Tebeau House                                                    | Tebeau House                                                    | 1979 ID-Nr. 79003671          | 250 St. Catherine Street 38° 47′ 39″ N, 90° 19′ 53″ W | Florissant                  |                                                                                       |
| 156   | Marvin Tebeau House                                             | Marvin Tebeau House                                             | 1979 ID-Nr. 79003672          | 449 St. Joseph Street 38° 47′ 52″ N, 90° 19′ 32″ W | Florissant                  |                                                                                       |
| 157   | Thornhill                                                       | Thornhill                                                       | 1974 ID-Nr. 74002208          | Olive Street im Faust County Park 38° 40′ 6″ N, 90° 32′ 44″ W | Chesterfield                |                                                                                       |
| 158   | G.W. Tolhurst House                                             | G.W. Tolhurst House                                             | 2002 ID-Nr. 02001097          | 345 East Argonne Street 38° 34′ 53″ N, 90° 24′ 1″ W | Kirkwood                    |                                                                                       |
| 159   | Tuxedo Park Christian Church                                    | Tuxedo Park Christian Church                                    | 2006 ID-Nr. 06000988          | 700 Tuxedo Boulevard 38° 36′ 12″ N, 90° 20′ 30″ W | Webster Groves              |                                                                                       |
| 160   | Tuxedo Park Station                                             | Tuxedo Park Station                                             | 1984 ID-Nr. 84002713          | 643 Glen Road 38° 36′ 8″ N, 90° 20′ 52″ W | Webster Groves              |                                                                                       |
| 161   | University City Education District                              | University City Education District                              | 1985 ID-Nr. 85000172          | 7400 und 7401 Balson Avenue sowie 951 North Hanley Road 38° 39′ 53″ N, 90° 19′ 51″ W | University City             |                                                                                       |
| 162   | University City Plaza                                           | University City Plaza                                           | 1975 ID-Nr. 75002092          | Abgegrenzt durch Delmar Boulevard Avenue, Trinity Avenue, Harvard Avenue und Kingsland Avenue 38° 39′ 27″ N, 90° 18′ 34″ W | University City             | City Hall ist ein Contributing Property                                               |
| 163   | University Heights Subdivision Number One                       | University Heights Subdivision Number One                       | 1980 ID-Nr. 80004391          | Abgegrenzt durch Delmar Boulevard, Yale Avenue, Dartmouth Avenue und Harvard Avenue 38° 39′ 34″ N, 90° 18′ 38″ W | University City             |                                                                                       |
| 164   | Elijah J. Unsell House                                          | Elijah J. Unsell House                                          | 2002 ID-Nr. 02001098          | 615 East Monroe Street 38° 34′ 44″ N, 90° 23′ 39″ W | Kirkwood                    |                                                                                       |
| 165   | Utz-Tesson House                                                |                                                                 | 1973 ID-Nr. 73002178          | 615 Utz Lane 38° 46′ 46″ N, 90° 22′ 20″ W | Hazelwood                   |                                                                                       |
| 166   | James W. and Mary Way House                                     | James W. and Mary Way House                                     | 2002 ID-Nr. 02001099          | 305 North Harrison Street 38° 35′ 0″ N, 90° 24′ 42″ W | Kirkwood                    |                                                                                       |
| 167   | Webster College-Eden Theological Seminary Collegiate District   | Webster College-Eden Theological Seminary Collegiate District   | 1982 ID-Nr. 82000590          | 470 und 475 East Lockwood Avenue 38° 36′ 2″ N, 90° 20′ 39″ W | Webster Groves              |                                                                                       |
| 168   | Webster Park Residential Historic District                      | Webster Park Residential Historic District                      | 2008 ID-Nr. 08001260          | Abgegrenzt durch Newport Street, Bompart Street, East Lockwood Street, North Maple Street und Glen Road 38° 35′ 43,3″ N, 90° 20′ 55,3″ W                                                                                         | Webster Groves              |                                                                                       |
| 169   | White Haven; Ulysses S. Grant National Historic Site            | White Haven; Ulysses S. Grant National Historic Site            | 1979 ID-Nr. 79003205          | 9060 Whitehaven Drive und 7400 Grant Street 38° 33′ 6,5″ N, 90° 21′ 6,1″ W | Grantwood Village           |                                                                                       |
| 170   | Wildwood House                                                  | Wildwood House                                                  | 2006 ID-Nr. 06000234          | 40 Dames Court 38° 44′ 42″ N, 90° 17′ 30″ W | Ferguson                    |                                                                                       |
| 171   | Williams Creek Archeological District                           |                                                                 | 1977 ID-Nr. 77001527          | Adresse nicht veröffentlicht |                             |                                                                                       |
| 172   | Withington House                                                | Withington House                                                | 1979 ID-Nr. 79003673          | 502 St. Marie Street 38° 47′ 24″ N, 90° 19′ 49″ W | Florissant                  |                                                                                       |
| 173   | Wydown-Forsyth District                                         | Wydown-Forsyth District                                         | 1988 ID-Nr. 88000628          | Abgegrenzt durch Forsyth Street, Skinker Boulevard, Fauquier Drive, Wydown Terrace Drive und University Lane 38° 38′ 38″ N, 90° 18′ 25″ W                                                                                        | Clayton                     |                                                                                       |

## Frühere Einträge
| [ 3 ] | Name                         | Bild | Eintragsdatum        | Lage                                            | Ort      | Beschreibung |
| ----- | ---------------------------- | ---- | -------------------- | ----------------------------------------------- | -------- | ------------ |
| 1     | Busch’s Grove                |      | 2005 ID-Nr. 82004721 | 9160 Clayton Road 38° 38′ 28″ N, 90° 22′ 0,8″ W | Ladue    |              |
| 2     | Miles A. Seed Carriage House |      | 1987 ID-Nr. 87000455 | 2456 Hord Avenue 38° 38′ 28″ N, 90° 22′ 0,8″ W  | Jennings |              |